# Vansbro
Vansbro är en tätort i Dalarna och centralort i Vansbro kommun, Dalarnas län. Vansbro ligger 82 kilometer väst om Borlänge vid Vanåns utlopp i Västerdalälven.

## Historia

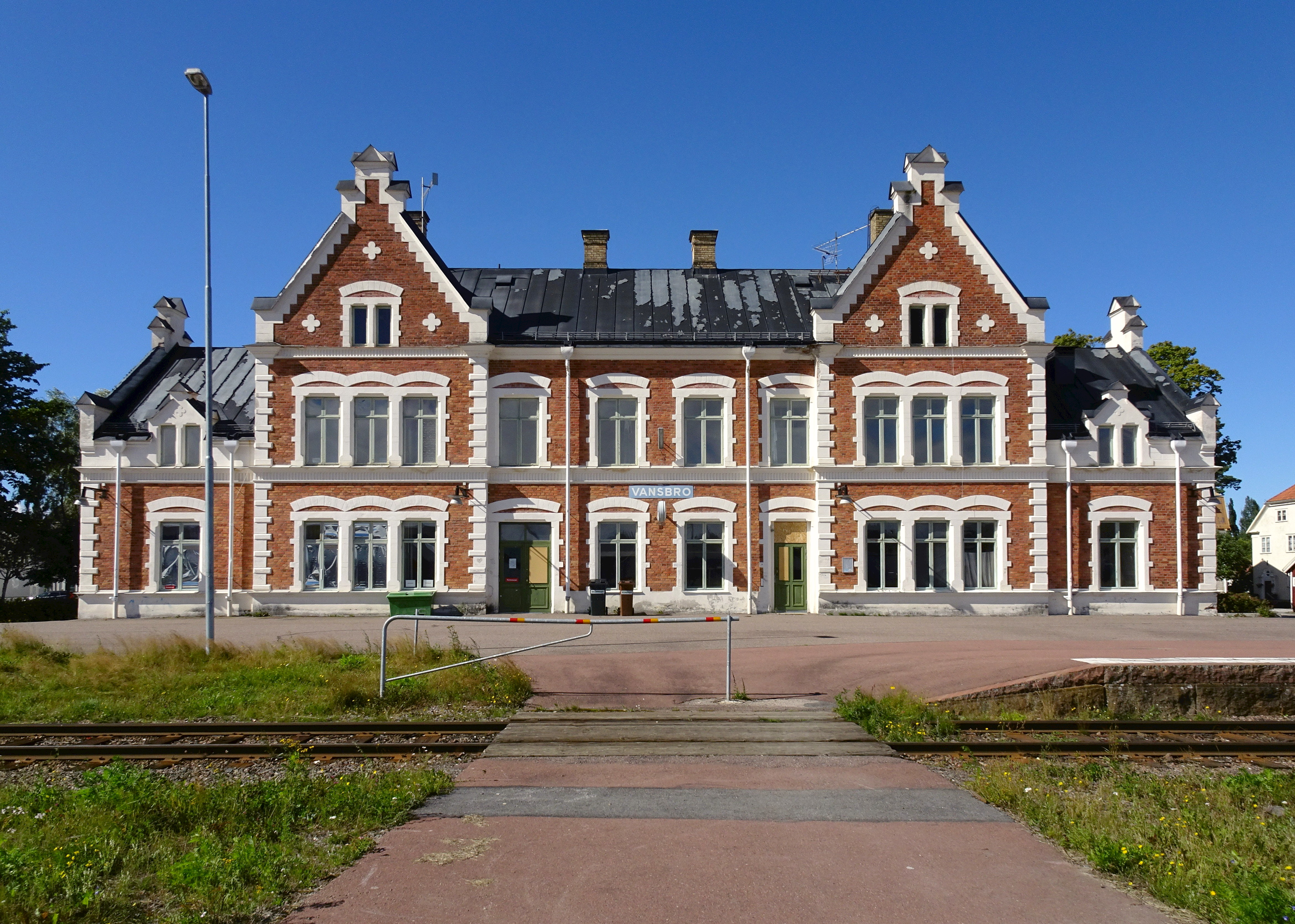
Vansbro station, 2016.

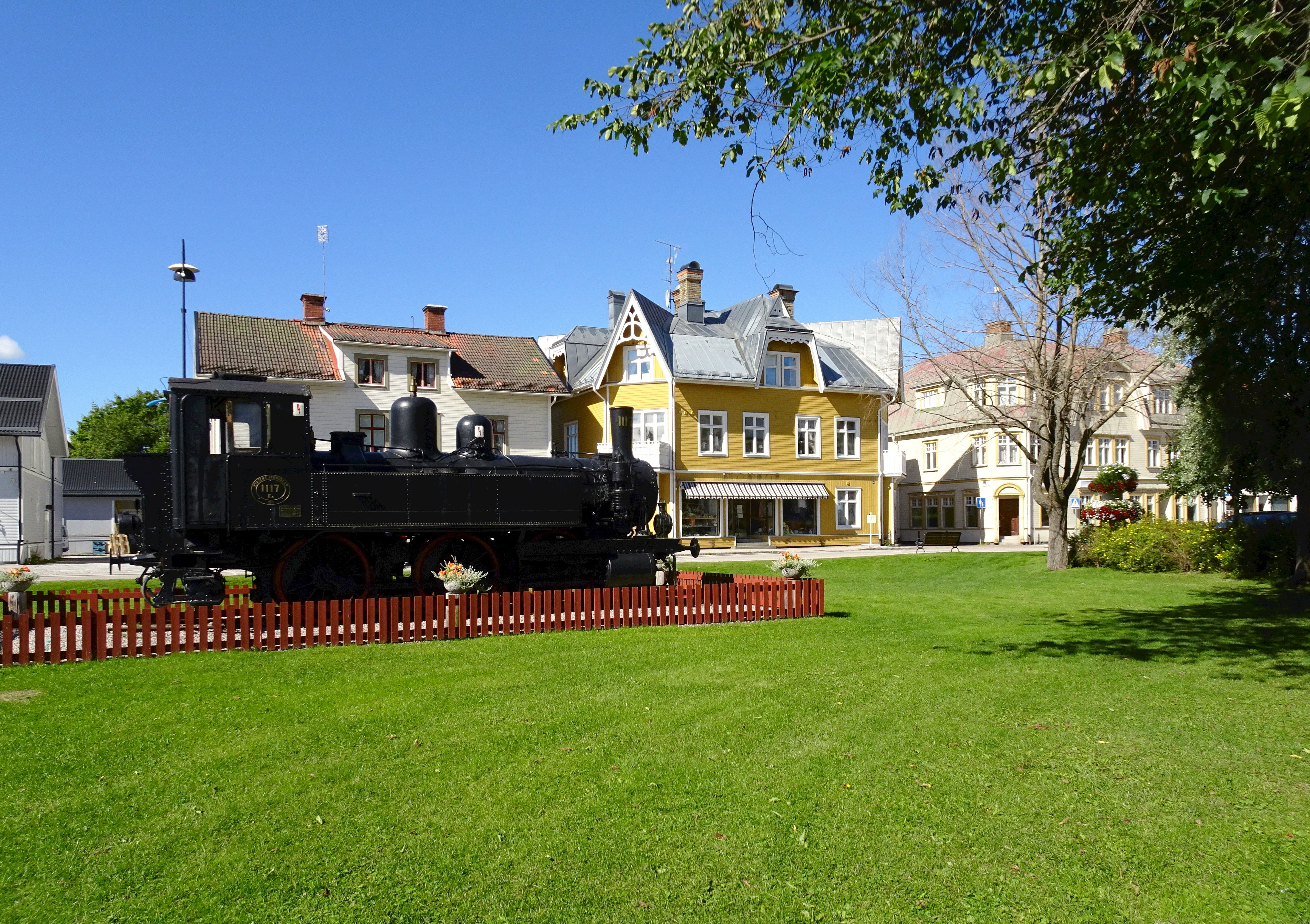
Vansbro, lokparken 2016.

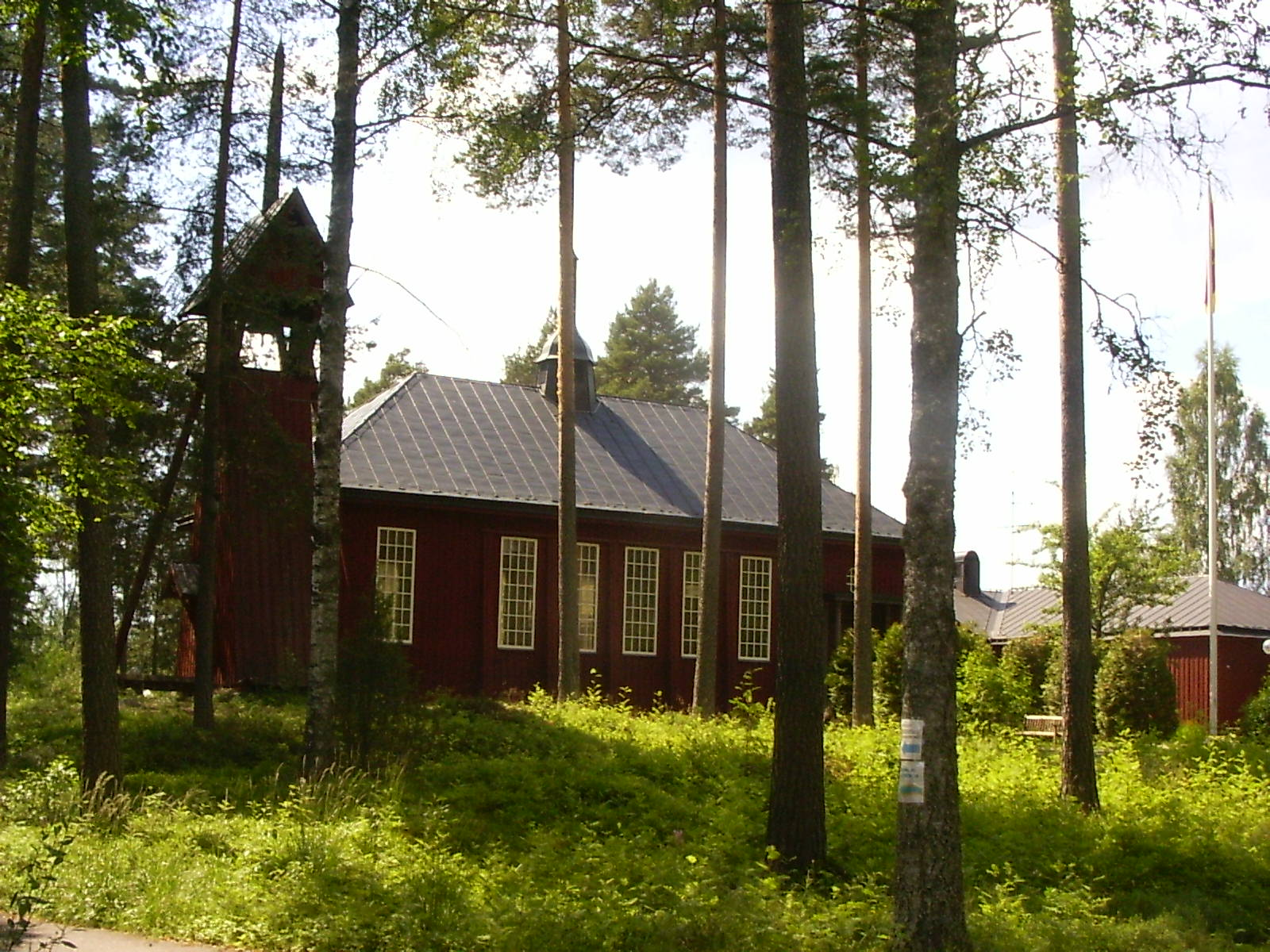
Vansbro kyrka, 2014.

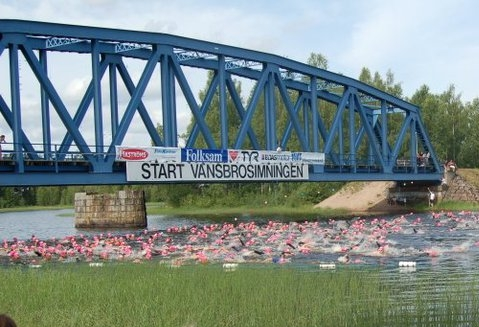
Vansbrosimningen, 2010.

Innan järnvägen drogs till Vansbro fanns där inte mycket annat än skog och sankmark. En av de första gångerna namnet nämns är av Carl von Linné under tidigt 1700-tal. Stället har även nämnts i olika texter vid ungefär samma tidpunkt som Linné och då kallats Wahnbro eller Wansbron. Ortnamnet kan härledas till en flottbro som funnits intill Vanån och kom att bli Vansbro då samhället började byggas.
Marken fortsatte att vara näst intill obebyggd under större delen av 1700- och 1800-talen. De enda som bosatte sig där var färjkarlarna och flottarna som arbetade med timmerflottningen i älvarna. Det var först när planerna på att järnvägen skulle dras förbi detta område som folk började flytta dit, mest var det då järnvägsarbetare. Översvämningar var vanligt förekommande höst och vår. Trots att marken var ogästvänlig var platsen en viktig korsning även innan järnvägen etablerades. Älvarna som flöt samman gjorde att mycket flottning passerade där samt att bron över Vanån var en viktig passage när sockenfolk skulle resa mellan de närliggande orterna.
Mora-Vänerns Järnväg, Kristinehamn-Mora, öppnades 1890 söderifrån till Vansbro, där Vansbro station anlades efter ritningar av arkitekt Erik Lallerstedt, belägen strax söder om bron över Vanån. Stationshuset är sedan år 1975 ett lagskyddat byggnadsminne. År 1891 öppnades sträckan norrut till Morastrand. Järnvägen förstatligades 1917 och kom att ingå i Inlandsbanan.
Den 1 november 1907 blev Vansbro en järnvägsknut när Stockholm-Västerås-Bergslagens Järnvägar öppnade sträckan Björbo-Vansbro. 1934 öppnades en fortsättning västerut till Särna. Denna bana kallas nu Västerdalsbanan, då den går längs Västerdalälven.
År 1969 lades Inlandsbanan genom Vansbro ned. Godstrafiken hade redan tidigare överförts till Västerdalsbanan, förutom den endast 1 km långa sträckan norrut till Dalasågen, som trafikeras än idag. Inlandsbanan används i övrigt för dressincykling norrut från Dalasågen och söderut från Sågen.
På Västerdalsbanan gick persontåg till december 2011 (Borlänge-Vansbro-Malung). Där går fortfarande viss godstrafik. Den första stationsbyggnaden i trä brann ned 1898 och ersattes av en i sten.
Redan samma år som Vansbro invigdes var det första sågverket igång, Danielssågen. Åren därpå kom ytterligare två sågverk att byggas på orten, Dalasågen och Brosågen. Grosshandlare träpatron Braathen, som hade en del att göra med uppkomsten av Mora-Vänerns järnväg, hade redan innan järnvägen byggts klar köpt in maskiner till sågverk i Vansbro. Han var 1892 med och bildade företaget Trävaru AB Dalarne eller Dalasågen. Vid sekelskiftet bildades AB Träkol, som framställde kol. De köpte sedan Danielssågen. Samhället ökade snabbt i befolkning och bebyggelsen ökade likaså. ”… ett stort och livligt stations- och industrisamhälle, som vuxit upp med nästan amerikansk fart”, så beskriver Karl-Erik Forsslund i boken Wanån, Järna, Nås om Vansbros uppkomst.
De sågverk som anlades på orten samt flera olika yrkesgrupper som järnvägen förde med sig innebar att mycket arbetskraft behövdes i Vansbro. Många arbetare flyttade in från olika ställen runt om i Dalarna, men kanske framför allt från Värmland. 

### Administrativ historik
Vansbro är beläget i Järna socken och ingick efter kommunreformen 1862 i Järna landskommun. I denna inrättades för orten 21 april 1911 Vansbro municipalsamhälle som upplöstes 31 december 1960. Orten ingår sedan 1971 i Vansbro kommun som centralort.

### Befolkningsutveckling
| Befolkningsutvecklingen i Vansbro 1960–2020   | Befolkningsutvecklingen i Vansbro 1960–2020 | Befolkningsutvecklingen i Vansbro 1960–2020 | Befolkningsutvecklingen i Vansbro 1960–2020 | Befolkningsutvecklingen i Vansbro 1960–2020 |
| --------------------------------------------- | ------------------------------------------- | ------------------------------------------- | ------------------------------------------- | ------------------------------------------- |
|                                               |                                             |                                             |                                             |                                             |
| År                                            |                                             |                                             | Folkmängd                                   | Areal (ha)                                  |
| 1960                                          | 1960                                        |                                             | 2 657                                       |                                             |
| 1965                                          | 1965                                        |                                             | 2 673                                       |                                             |
| 1970                                          | 1970                                        |                                             | 2 701                                       |                                             |
| 1975                                          | 1975                                        |                                             | 2 708                                       |                                             |
| 1980                                          | 1980                                        |                                             | 2 705                                       |                                             |
| 1990                                          | 1990                                        |                                             | 2 457                                       | 319                                         |
| 1995                                          | 1995                                        |                                             | 2 292                                       | 331                                         |
| 2000                                          | 2000                                        |                                             | 2 132                                       | 332                                         |
| 2005                                          | 2005                                        |                                             | 2 030                                       | 332                                         |
| 2010                                          | 2010                                        |                                             | 2 026                                       | 331                                         |
| 2015                                          | 2015                                        |                                             | 2 042                                       | 351                                         |
| 2020                                          | 2020                                        |                                             | 2 113                                       | 355                                         |
| Anm.: 2018 utbröts Grönalid som 2020 återgick |                                             |                                             |                                             |                                             |

## Kommunikationer
På Västerdalsbanan gick persontåg till december 2011 (Borlänge-Vansbro-Malung). Där går fortfarande viss godstrafik.
Ortens viktigaste bussförbindelse är Dalatrafiks linje 121 som går till/från Malung och Borlänge.

## Utbildning
Vansbro Utbildningscenter är en gymnasieskola med 10 gymnasieprogram, däribland fjällturismprogrammet, unikt i Sverige. På skolan går 250 elever.

## Idrott
Vansbrosimningen äger rum i juli och är sedan 1950 en årlig långdistanssimning i öppet vatten. De tävlande simmar 3 000 m, varav 2 000 m i Vanån medströms och knappt 1 000 m i Västerdalälven motströms.
Vansbro AIK har alltid varit en bred förening med sex olika sektioner. Fotbollsverksamheten startade så tidigt som 1920 och längdskidåkningen har sekelskiftsanor. Den lilla klubben har sedan starten av Vansbrosimningen samarbetat för att leverera ett fungerande evenemang. Klubben har främst visat toppresultat i längdskidåkning, fotboll samt volleyboll.

## Kända personer från Vansbro
- Björn Skifs
- Anna-Karin Strömstedt
- Ferry Svan
- Gunde Svan
- Sven Rubin (Lars Wanfors)